# كأس اليونان 2003–04
كأس اليونان 2003–04 (باليونانية: Κύπελλο Ελλάδος ποδοσφαίρου ανδρών 2003-04)‏ هو الموسم 62 من كأس اليونان. أشرف على تنظيمه الاتحاد الإغريقي لكرة القدم، وكان عدد الأندية المشاركة فيه 52، وفاز فيه باناثينايكوس.